# Guy Orly Iradukunda
Guy Orly Iradukunda (* 21. März 1996 in Gitega) ist ein burundischer Tennisspieler.

## Persönliches
Guy Iradukunda begann im Alter von fünf Jahren Tennis zu spielen, inspiriert durch seinen Vater, den er regelmäßig auf den Platz begleitete. Bereits in jungen Jahren dominierte er den Tennissport in seinem Heimatland und gewann nahezu alle nationalen Titel. Mit 14 Jahren triumphierte er bei der East Africa Championship. Bei diesem Turnier wurden Talente aus Entwicklungsländern gesichtet, um sie durch die ITF zu fördern. Iradukunda erhielt daraufhin ein zweijähriges Stipendium für eine Tennisakademie in Südafrika, wodurch er zu Turnieren auf der ganzen Welt reisen konnte. Zuvor hatte er bereits in einem ITF-Center in Marokko trainiert, wo er den tunesischen Spieler Aziz Dougaz kennenlernte, der später zu seinem Wechsel an die Florida State University beitrug.

## Karriere

### Juniorzeit
Zwischen 2010 und 2014 spielte Iradukunda auf der ITF Junior Tour. In dieser Zeit gewann er vier Einzel- und fünf Doppeltitel bei unterklassigen Turnieren. 2014 vertrat er sein Land bei den Olympischen Jugendspielen in drei Disziplinen, musste jedoch jeweils in der Auftaktrunde eine Niederlage hinnehmen. Mit Platz 86 erreichte er seine beste Position in der Junioren-Rangliste und war mit 17 Jahren der höchstplatzierte Junior Afrikas.

### Studium und College-Tennis
2014 begann Iradukunda sein Studium am Seminole State College. Nach zwei Jahren wechselte er an die Florida State University, wo er 2018 seinen Bachelor in Finance abschloss. Während seiner Studienzeit war er im College Tennis erfolgreich.

### Profikarriere
Iradukunda spielte sein erstes Profiturnier 2011. Im Jahr 2014 war er erstmals in der Tennisweltrangliste platziert und gewann im Doppel auf der ITF Future Tour seinen ersten Titel. Nach seinem Universitätsabschluss 2019 absolvierte er seine erste vollständige Profisaison und schloss diese auf Platz 813 im Einzel und Platz 654 im Doppel ab. In jenem Jahr erreichte er sein erstes Einzelfinale und sicherte sich drei weitere Doppeltitel.
2021 gelang Iradukunda ein historischer Erfolg: Er gewann seinen ersten Titel im Einzel und wurde damit der erste männliche Tennisspieler aus Burundi, dem dies gelang. Seine beste Platzierung in der Weltrangliste erreichte er 2019 mit Rang 610 im Einzel und 2022 mit Rang 554 im Doppel. Bis 2024 baute Iradukunda seine Erfolge im Doppel mit insgesamt sieben Titeln aus, fiel jedoch in den Ranglisten zurück. 2023 erreichte er das Viertelfinale der Afrikaspiele.

### Davis Cup
Seit 2022, dem Jahr der erstmaligen Teilnahme Burundis am Davis Cup, ist Iradukunda Teil des Nationalteams. In elf Begegnungen weist er eine Bilanz von 15:4 auf.